# Gare de Wespelaar-Tildonk
La gare de Wespelaar-Tildonk est une gare ferroviaire belge de la ligne 53, de Schellebelle à Louvain, située à Wespelaar, près de Tildonk, sections de la commune de Haacht, dans la province du Brabant flamand en région flamande.
Elle est mise en service en 1837 par l'administration des chemins de fer de l'État belge. C'est une gare de la Société nationale des chemins de fer belges (SNCB) desservie par des trains InterCity (IC), Omnibus (L) et d'Heure de pointe (P).

## Situation ferroviaire
Établie à 11 m d'altitude, la gare de Wespelaar-Tildonk est située au point kilométrique (PK) 53,628 de la Ligne 53, de Schellebelle à Louvain, entre les gares ouvertes de Haacht et de Hambos.

## Historique

### Histoire

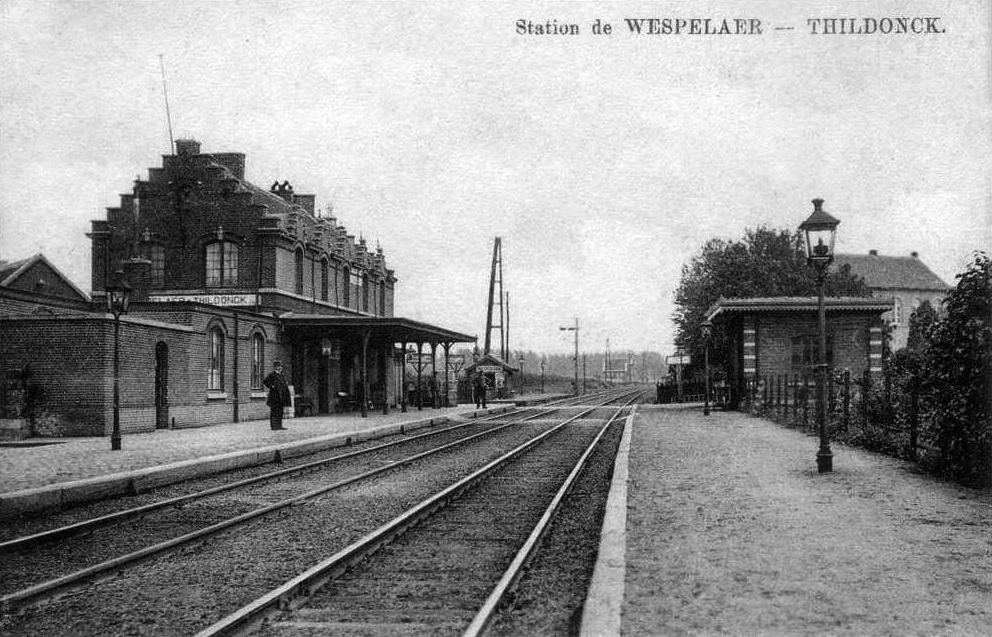
La gare vers 1900.

La « station d'été de Wespelaar » est mise en service le 10 septembre 1837 par l'administration des chemins de fer de l'État belge lorsqu'elle ouvre à l'exploitation la section de Malines à Louvain. Station saisonnière, il est prévu qu'elle ouvre chaque année du 1er mai au 1er octobre.
Les installations provisoires sont remplacées en 1860 par, notamment un bâtiment de recettes. Une voie de service est ajoutée en 1862.
En 1978, elle devient un simple arrêt sans personnel. Depuis le bâtiment voyageurs a été détruit.

### Nom de la gare
Elle est dénommée « Wespelaer » lors de son ouverture. « Wespelaer » ou « Wespelaar » en 1896. À partir du 11 juin 1938 elle devient « Wespelaer-Thidonck ». « Wespelaer-Thidonck » ou « Wespelaar-Tidonk » en 1916. « Wespelaer-Thidonck » est appelée officiellement « Wespelaar-Tidonk » le 1er février 1938.

## Service des voyageurs

### Accueil
Halte SNCB, c'est un point d'arrêt non géré (PANG) à accès libre.
La traversée des voies et le passage d'un quai à l'autre s'effectuent par le passage à niveau routier, les quais s'étendant de chaque côté.

### Desserte
Wespelaar-Tildonk est desservie par des trains InterCity (IC), Omnibus (L) et d'Heure de pointe (P) de la SNCB qui effectuent des missions sur la ligne commerciale 53 (Louvain - Malines) (voir brochure SNCB).
En semaine, la desserte comporte :
- des trains IC-21 à arrêts fréquents entre Louvain et Gand-Saint-Pierre via Malines et Termonde ;
- des trains L entre Louvain et Saint-Nicolas ;
- deux trains P de Louvain à Malines (le matin) ;
- deux trains P de Termonde à Louvain et un de Louvain à Termonde (le matin) ;
- un unique train P de Saint-Nicolas à Louvain (le matin) et un autre (dans le même sens) l’après-midi ;
- un unique train P de Malines à Louvain (l’après-midi) ;
- deux trains P de Louvain à Termonde et un train de Termonde à Louvain (l’après-midi).

Les week-ends et jours fériés, seuls circulent des trains IC-21 reliant Louvain et Malines.

### Intermodalité
Un parc pour les vélos et un parking pour les véhicules y sont aménagés.

## Comptage voyageurs
Ce graphique et tableau montre le nombre de voyageurs embarquant en moyenne durant la semaine, le samedi et le dimanche.
| Nombre de passagers qui embarquent à la gare de Wespelaar-Tildonk | Nombre de passagers qui embarquent à la gare de Wespelaar-Tildonk | Nombre de passagers qui embarquent à la gare de Wespelaar-Tildonk | Nombre de passagers qui embarquent à la gare de Wespelaar-Tildonk |
|                                                                   | Semaine                                                           | Samedi                                                            | Dimanche                                                          |
| ----------------------------------------------------------------- | ----------------------------------------------------------------- | ----------------------------------------------------------------- | ----------------------------------------------------------------- |
| 1977                                                              | 296                                                               | 50                                                                | 24                                                                |
| 1978                                                              | 311                                                               | 41                                                                | 17                                                                |
| 1979                                                              | 327                                                               | 61                                                                | 19                                                                |
| 1980                                                              | 336                                                               | 26                                                                | 22                                                                |
| 1981                                                              | 329                                                               | 44                                                                | 20                                                                |
| 1982                                                              | 336                                                               | 35                                                                | 27                                                                |
| 1983                                                              | 212                                                               | 39                                                                | 22                                                                |
| 1984                                                              | 273                                                               | 35                                                                | 27                                                                |
| 1985                                                              | 303                                                               | 48                                                                | 39                                                                |
| 1986                                                              | 178                                                               | 27                                                                | 28                                                                |
| 1987                                                              | 225                                                               | 39                                                                | 33                                                                |
| 1988                                                              | 255                                                               | 31                                                                | 27                                                                |
| 1989                                                              | 209                                                               | 41                                                                | 21                                                                |
| 1990                                                              | 251                                                               | 34                                                                | 24                                                                |
| 1991                                                              | 232                                                               | 31                                                                | 31                                                                |
| 1992                                                              | 255                                                               | 34                                                                | 24                                                                |
| 1993                                                              | 226                                                               | 33                                                                | 19                                                                |
| 1994                                                              | 297                                                               | -                                                                 | -                                                                 |
| 1995                                                              | 279                                                               | -                                                                 | -                                                                 |
| 1996                                                              | 289                                                               | -                                                                 | -                                                                 |
| 1997                                                              | 274                                                               | -                                                                 | -                                                                 |
| 1998                                                              | 271                                                               | -                                                                 | -                                                                 |
| 1999                                                              | 251                                                               | -                                                                 | -                                                                 |
| 2000                                                              | 277                                                               | -                                                                 | -                                                                 |
| 2001                                                              | 259                                                               | -                                                                 | -                                                                 |
| 2002                                                              | 227                                                               | -                                                                 | -                                                                 |
| 2003                                                              | 203                                                               | -                                                                 | -                                                                 |
| 2004                                                              | 210                                                               | -                                                                 | -                                                                 |
| 2005                                                              | 251                                                               | 46                                                                | 44                                                                |
| 2006                                                              | 261                                                               | 84                                                                | 154                                                               |
| 2007                                                              | 290                                                               | 98                                                                | 98                                                                |
| 2008                                                              | -                                                                 | -                                                                 | -                                                                 |
| 2009                                                              | 392                                                               | 62                                                                | 62                                                                |
| 2010                                                              | -                                                                 | -                                                                 | -                                                                 |
| 2011                                                              | -                                                                 | -                                                                 | -                                                                 |
| 2012                                                              | 454                                                               | 119                                                               | 90                                                                |
| 2013                                                              | 432                                                               | 118                                                               | 89                                                                |
| 2014                                                              | 490                                                               | 109                                                               | 98                                                                |
| 2015                                                              | 429                                                               | 76                                                                | 85                                                                |
| 2016                                                              | 434                                                               | -                                                                 | 26                                                                |
| 2017                                                              | 465                                                               | 103                                                               | 100                                                               |
| 2018                                                              | 467                                                               | 124                                                               | 109                                                               |
| 2019                                                              | 526                                                               | 151                                                               | 146                                                               |
| 2020                                                              | 295                                                               | 49                                                                | 45                                                                |
| 2021                                                              | -                                                                 | -                                                                 | -                                                                 |
| 2022                                                              | 499                                                               | 100                                                               | 126                                                               |
| 2023                                                              | 497                                                               | 125                                                               | 143                                                               |
| 2024                                                              | 449                                                               | 117                                                               | 130                                                               |